# Мордхау

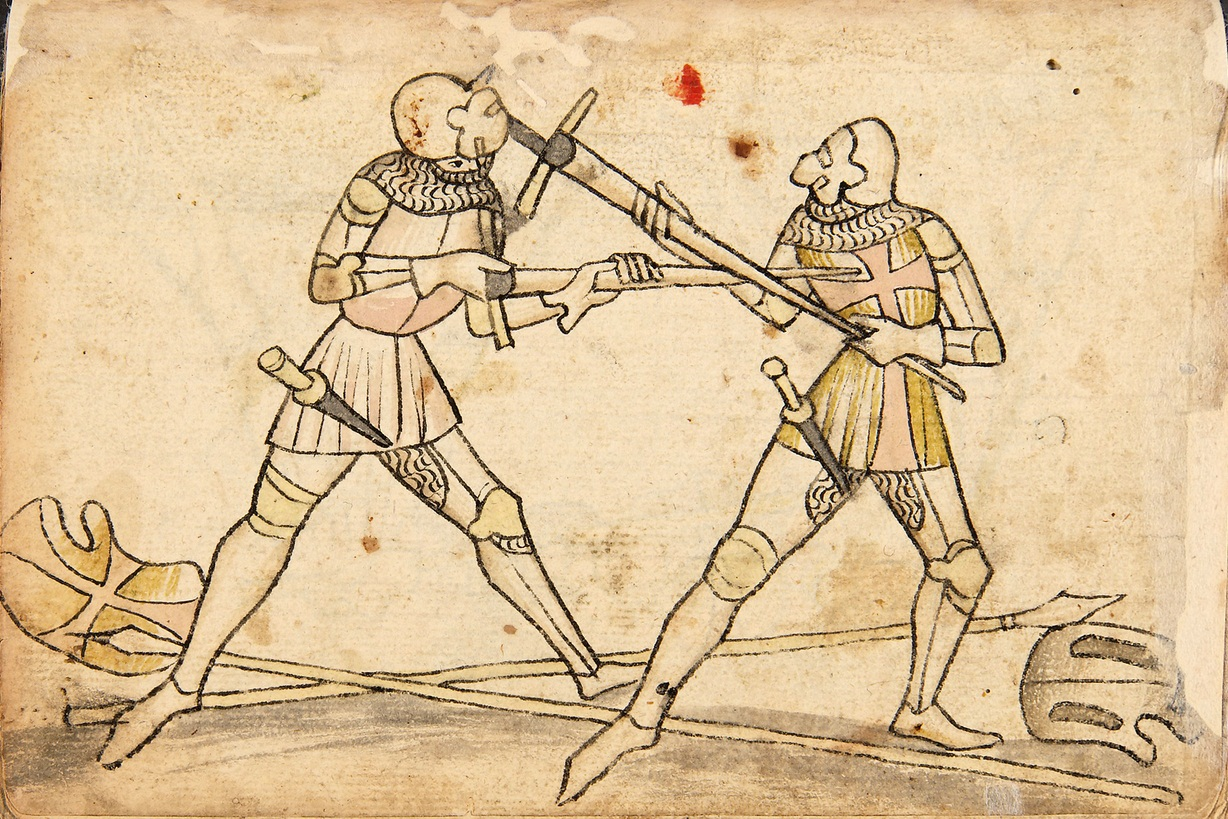
Пример использования хвата Мордхау из «Кодекса Валлерштайна»

В Германской школе фехтования, Мордхау — техника хвата меча, при которой удар наносится на манер молота, булавы или топора — эфесом оружия, удерживаемого за клинок. При умелом исполнении, сочетает неожиданность со значительным поражающим эффектом. Эффективна против бронированных целей, в связи с наносимыми дробящими повреждениями. Гардой же можно было нанести удар в слабозащищённые и недоступные для клинка места (например, подмышку). Также, широкая крестовина Европейского меча могла поражать противника за его оружием или щитом.
Англоязычные источники относят эту технику к техникам Half-Swording или работы мечом с удержанием за клинок одной или двумя руками. Учитывая то, что европейские мечи как правило были обоюдоострыми, удержание меча хватом Мордхау могло быть опасно для бойца.
Мордхау в основном использовался бронированными бойцами, реже — небронированными или легкобронированными мечниками. Против пластинчатых доспехов 14-16 веков порезы или удары клинком меча были практически неэффективны. Рубить стальные пластины так же бесполезно, так как клинок меча слишком легкий, чтобы достичь достаточного эффекта исключительно за счет его ударной силы, в отличие от, например, топора.